# Exzellenzcluster MATH+
Das Berliner Mathematikforschungszentrum MATH+ ist ein interdisziplinärer und institutionenübergreifender Forschungsverbund, an dem die gesamte Berliner Mathematik beteiligt ist. Er wird seit Januar 2019 durch die Deutsche Forschungsgemeinschaft (DFG) im Rahmen der Exzellenzstrategie des Bundes und der Länder als Exzellenzcluster gefördert und läuft über sieben Jahre. Die offizielle Eröffnung fand im Mai 2019 statt.

## Beteiligte Institutionen
Der Exzellenzcluster MATH+ wird als Forschungszentrum der Berliner Mathematik von den drei großen Berliner Universitäten (Technische Universität Berlin, Humboldt-Universität zu Berlin, Freie Universität Berlin) sowie den beiden mathematischen Forschungsinstituten WIAS (Weierstraß-Institut für Angewandte Analysis und Stochastik) und ZIB (Konrad-Zuse-Zentrum für Informationstechnik Berlin) getragen. Unter dem Dach von MATH+ arbeiten mehr als 100 interdisziplinäre Forschungsgruppen in internationaler Zusammensetzung.

## Ziele
Anwendungsorientierte Mathematik wird in Zusammenarbeit mit anderen Wissenschaftsdisziplinen vorangetrieben, um Fortschritte bei zentralen Fragen in einer Vielzahl von Anwendungsfeldern zu erzielen. Unter dem Einfluss der Digitalisierung eröffnen sich neue Möglichkeiten der Kooperation mit anderen Wissenschaftsdisziplinen. Hierzu zählen z. B. die Lebens- und Materialwissenschaften sowie Fachgebiete, die sich mit Netzwerken, Kommunikation, Energie, Verkehr- und Transportwesen beschäftigen. In der Zusammenarbeit mit Industrie und Gesellschaft werden bei der Bewältigung von Zukunftsproblemen wie der nachhaltigen Energieversorgung, der individualisierten Medizin oder der Analyse sozialer Prozesse mathematische Modelle eingesetzt.
Ziel ist es, verborgene Gesetzmäßigkeiten hinter komplexen Systemen aufzudecken und so ein fundamentaleres Verständnis wie auch verbesserte Vorhersagen zu ermöglichen. Das führt zu neuen Herausforderungen an mathematische Abstraktionen und Problemlösungen. Der Schwerpunkt der Forschungsaktivitäten liegt auf der Entwicklung neuer Methoden zur Modellierung, Simulation und Optimierung. Sie werden durch eine kontinuierliche Fortentwicklung der Forschungsagenda ausgebaut und erweitert, um neuartige mathematische Strategien zur Nutzung komplexer Daten zu entwickeln, wie sie für technologische und gesellschaftliche Innovationen gebraucht werden.

## Bisherige Verbundprojekte
Der von MATH+ verfolgte interinstitutionelle und interdisziplinäre Ansatz baut auf den Erfolgen des Berliner DFG-Forschungszentrums Matheon (2002–2014), des Einstein Zentrums Mathematik (ECMath) und der Berlin Mathematical School (BMS) auf.
Das 2002 gegründete Forschungszentrum Matheon „Mathematik für Schlüsseltechnologien“ übernahm eine Vorreiterrolle bei der Entwicklung von Modellierung, Simulation und Optimierung für reale Prozesse in allen Schlüsseltechnologiebereichen. Die Erfolge beim Transfer von Forschungsergebnissen zeigten die Relevanz der Mathematik für Innovationen in Industrie, Wirtschaft und Wissenschaft. Diese Aktivitäten werden im Rahmen von MATH+ innerhalb der Application Areas fortgesetzt.
Die Berlin Mathematical School (BMS) – die Graduiertenschule für den mathematischen Nachwuchs – nimmt in ihr englischsprachiges Promotions-Programm Bachelorabsolventen auf. Neben dem Streben nach wissenschaftlicher Exzellenz, verfolgt die BMS Ziele wie Internationalität, Diversität sowie Chancengleichheit für alle Geschlechter. Die BMS wurde im Rahmen der Exzellenzinitiative des Bundes und der Länder von 2006 bis 2018 gefördert. Sie wird als Graduiertenschule von MATH+ weiterentwickelt.

## Forschung
Die MATH+ Forschung ist vielfältig und umfasst projektorientierte und projektunabhängige Mathematikforschung. Die projektorientierte Forschung in MATH+ konzentriert sich auf anwendungsorientierte Mathematik und gliedert sich in:
- Application Areas (AA)
- Emerging Fields (EF)
- Incubator Projects
- Transfer Unit (TrU)[6]

### Application Areas (AA)
Die MATH+ Application Areas sind auf die mathematische Forschung in interdisziplinären Anwendungsbereichen zugeschnitten. Sie unterstützen institutionenübergreifende Forschungsprojekte, an denen sowohl Mathematiker als auch Expert des jeweiligen Anwendungsbereichs beteiligt sind. Mit Beginn des Jahres 2019 haben die folgenden vier Anwendungsbereiche ihre Tätigkeit aufgenommen:
- Life Sciences
- Materials, Light, Devices
- Networks
- Energy and Markets[7]

### Emerging Fields (EF)
Die Emerging Fields widmen sich der wegweisenden interdisziplinären Forschung in neuen Bereichen, einschließlich der Sozial- und Geisteswissenschaften. Seit Januar 2019 bestehen Forschungsaktivitäten in den folgenden fünf Emerging Fields:
- Extracting Dynamical Laws from Complex Data
- Digital Shapes
- Model-Based Imaging
- Particles and Agents
- Concepts of Change in Historical Processes[8]

### Incubator Projects
MATH+ Incubator Projects sind kurzfristige Projekte, die darauf abzielen, Potenzial für Innovationen zu generieren. Incubator Projects sollen dauerhafte Auswirkungen auf neue Forschungsrichtungen und -felder haben.
Es gibt zwei Arten von Incubator Projects:
- Track A: Projekte, die Theorien voranbringen, indem sie die Grundlagen der Mathematik vorantreiben oder neue Brücken innerhalb der Mathematik oder mit eng verwandten Disziplinen schlagen
- Track B: Interdisziplinäre Projekte zusammen mit einem Partner aus anderen wissenschaftlichen Disziplinen[9]

### Transfer Unit (TrU)
Die Übersetzung von Forschungsergebnissen und der Wissenstransfer in Industrie und Gesellschaft sind Ziele von MATH+. Während MATH+ Application Areas und Emerging Fields den Wissenstransfer in ihre jeweiligen Anwendungsbereiche anstreben, ist das Ziel der Projekte im MATH+ Transfer Unit (TrU) die Entwicklung von Prototypen oder Demonstratoren auf der Basis von Grundlagenforschung. MATH+ Transfer-Aktivitäten entwickeln dabei die Aktivitäten von Matheon weiter.

### Mathematische Forschungsgebiete
- Differential geometry, global analysis, and mathematical physics
- Algebraic and arithmetic geometry, number theory
- Stochastics and mathematical finance
- Discrete mathematics and optimization
- Geometry, topology, and visualization
- Numerical analysis and scientific computing
- Applied analysis and differential equations
- Mathematics of data science[6]

Die Forschungsaktivitäten in den acht mathematischen Forschungsbereichen von MATH+ beschränken sich allerdings nicht nur auf die klassische Form eines Projekts, sondern zielen auch auf die Weiterentwicklung und den Fortschritt in der Mathematik selbst ab.

### Topic Development Lab
Als besondere Ideenschmiede dient das neuartige Topic Development Lab, in dem – auch mit Impulsen aus aktuellen Kooperationen und Anwendungsbereichen – mathematische Zukunftsfelder entwickelt werden.
Das TDL ist ein zentraler Bestandteil von MATH+, das auf der Grundlage dieser dynamischen Sichtweise der Mathematik eine Plattform für die Entwicklung neuer Themen bietet. Brücken zwischen verschiedenen Bereichen der Mathematik (z. B. zwischen „rein“ und „angewendet“) werden geschlagen, um andere Bereiche der Wissenschaft und potenzielle Kooperationspartner außerhalb der Mathematik zu erreichen. Die Haupttätigkeit des Topic Development Lab besteht aus thematischen Einstein-Semestern, die von der Einstein-Stiftung Berlin gefördert werden.

## Aktivitäten für die Öffentlichkeit
Regelmäßige Veranstaltungen von MATH+ für die interessierte Öffentlichkeit informieren über die Forschungs- und Anwendungsfelder der Mathematik sowie über die Entwicklungen des Exzellenzclusters.
Um bereits bei jungen Schülern Interesse für die Mathematik zu wecken, ist die Kooperation mit Schulen ein wichtiger Bestandteil der Nachwuchsgewinnung von MATH+. Speziell für Schülern angebotene Formate sind:
- Adventskalender: Jedes Jahr im Dezember erhalten Schüler ab der 10. Klasse sowie Studierende, Lehrkräfte und Interessierte Einblicke in aktuelle Mathematikforschung und den Berufsalltag von Mathematiker. Mit kniffeligen Aufgaben soll über den Schulstoff hinaus die Kraft und Schönheit der Mathematik entdeckt werden.
- Vorlesungsreihe MATHINSIDE: MATH+ - Wissenschaftler sprechen über Anwendungsbereiche der Mathematik und geben nachvollziehbare Einblicke in ihre aktuelle Forschung. Die Vorträge richten sich an Oberstufenklassen, sollen das Wissen der Schüler über die Anwendungen der Mathematik erweitern und die Faszination für die mathematische Forschung fördern.
- Wettbewerb MATHEATHLON: Mathematik wird mit Sport vereint. Auf einer Rennstrecke lösen die Teilnehmer einfache mathematische Probleme. Für korrekte Antworten erhalten die Läufer einen Bonus auf ihre Laufzeit.